# Старое Шаткино
Старое Шаткино — село в Камешкирском районе Пензенской области России, входит в состав Новошаткинского сельсовета.

## География
Расположено на берегу реки Кадада в 14 км на северо-восток от районного центра села Русский Камешкир, с востока примыкает к селу Новое Шаткино.

## История
Название связано с мордовским термином шалхк — «нос, мыс, острый угол ландшафта» (поэтому в начале 18 в. наряду с ойконимом Шаткино писали: Шалкино). Основано на земле, отказанной приказом Казанского дворца посопной и оброчной мордве в 1689 г. Предводителем у нее был Аношка Несмеянов. Как мордовская д. Шаткина упоминается в ноябре 1700 г. В 1709 году в д. Старой Шаткиной «на реке Кодаде» 33 двора ясачной мордвы, которые платили подати с 12 ⅛ ясака, душ мужского пола — 108, женского — 40; в 1718 г. — 28 дворов, душ мужского пола — 83, женского — 63. Между первой и второй ревизиями в деревню (сельцо) дворянином канцелярии новокрещенских дел Дмитрием Байдиковым была переведена новокрещеная мордва из многих мордовских деревень, «не восприявших святого крещения». В 1747-48 гг. — д. Старое Шаткино Узинского стана Пензенского уезда, 278 ревизских душ; сельцо Никольское, Старое Шаткино тож, новокрещеной мордвы — 261 ревизская душа. В 1795 г. — село Никольское, Старое Шаткино тож, Кузнецкого уезда Саратовской губернии, 85 дворов, 280 ревизских душ. В 1877 г. — в составе Камешкирской волости Кузнецкого уезда, 262 двора, деревянная церковь во имя Николая Чудотворца с приделом во имя Покрова Пресвятой Богородицы (построена в 1874 г.), 2 ветряные мельницы, 3 дубильных заведения (по выделке кож). В 1911 г. — в составе Кунчеровской волости Кузнецкого уезда, 440 дворов, церковь, 2 земские школы, базар.
С 1928 года село входило в состав Новошаткинского сельсовета Камешкирского района Кузнецкого округа Средне-Волжской области (с 1939 года — в составе Пензенской области). В 1955 г. — центральная усадьба колхоза имени Сталина. В 1980-е гг. — центральная усадьба колхоза «Советская Россия».

## Население
| 1709  | 1718  | 1748  | 1795  | 1859  | 1877  | 1884  |
| ----- | ----- | ----- | ----- | ----- | ----- | ----- |
| 148   | ↘146  | ↗520  | ↗560  | ↗1539 | ↘1240 | ↗1750 |
| 1897  | 1911  | 1926  | 1930  | 1939  | 1959  | 1979  |
| ↗2016 | ↗2672 | ↗2967 | ↗3090 | ↘1711 | ↘782  | ↘472  |
| 1989  | 1996  | 2002  | 2010  |       |       |       |
| ↘329  | ↘306  | ↘272  | ↘201  |       |       |       |